# La Poile River
La Poile River är ett vattendrag i Kanada.   Det ligger i provinsen Newfoundland och Labrador, i den östra delen av landet, 1 400 km öster om huvudstaden Ottawa.
Omgivningarna runt La Poile River är i huvudsak ett öppet busklandskap. Trakten runt La Poile River är nära nog obefolkad, med mindre än två invånare per kvadratkilometer.